# San Isidro (distrito de Lima)
O distrito de San Isidro é um dos quarenta e três distritos que formam a Província de Lima, pertencente a Região Lima, na zona central do Peru.
Prefeito: Augusto Cáceres Viñas (2019-2022)

## Geminações
- Lauderdale-by-the-Sea, Flórida, Estados Unidos [1]

## Transporte
O distrito de San Isidro não é servido pelo sistema de estradas terrestres do Peru, visto ser uma comuna urbana da Área Metropolitana de Lima